# Trichopilia
Trichopilia é um género botânico pertencente à família das orquídeas (Orchidaceae). Foi proposto por John Lindley em 1836, em Edwards's Botanical Register 22: t. 1863. A espécie tipo do gênero é a Trichopilia tortilis Lindley. O nome deste gênero refere-se ao fato da coluna (botânica)coluna de suas flores apresentarem pilosidades.

## Distribuição
O gênero é composto por cerca de três dezenas de pequenas mas robustas espécies epífitas, ocasionalmente terrestres ou rupícolas, de crescimento cespitoso, que ocorrem em matas sombrias, pouco úmidas, desde o sul do México até a Amazônia, a maioria na Colômbia e em áreas do noroeste da América Latina excetuada uma espécie natural de área que vai de Pernambuco ao Rio de Janeiro. Três espécies registradas para o Brasil, ou cinco, se incluídas as espécies do antigo gênero Leucohyle.

## Descrição
Apresentam curto rizoma reptante algo ascendente, com pseudobulbos monofoliados agregados, ovais ou cilíndricos. As folhas são pseudopecioladas, coriáceas, brilhantes. A inflorescência é basal, arqueada ou pendente, racemosa, curta, com poucas ou até dez flores muito vistosas e perfumadas que à primeira vista podem até lembrar algumas Brassavola.
As sépalas e pétalas são similares, geralmente com as sépalas laterais algo unidas na base, todas com margens retorcidas ou ondulada e formatos variáveis. O labelo é bastante largo, levemente soldado à base da coluna, trilobado, geralmente com os lobos laterais arredondados sobrepondo-se ao envolver a coluna formando uma espécie de tubo que se alarga e abre no lobo mediano, lembrando o aspecto de um funil. A coluna é alongada, semiterete, com clinândrio de margens ciliadas ou fimbriadas e comporta duas polínias.

## Notas Taxonômicas

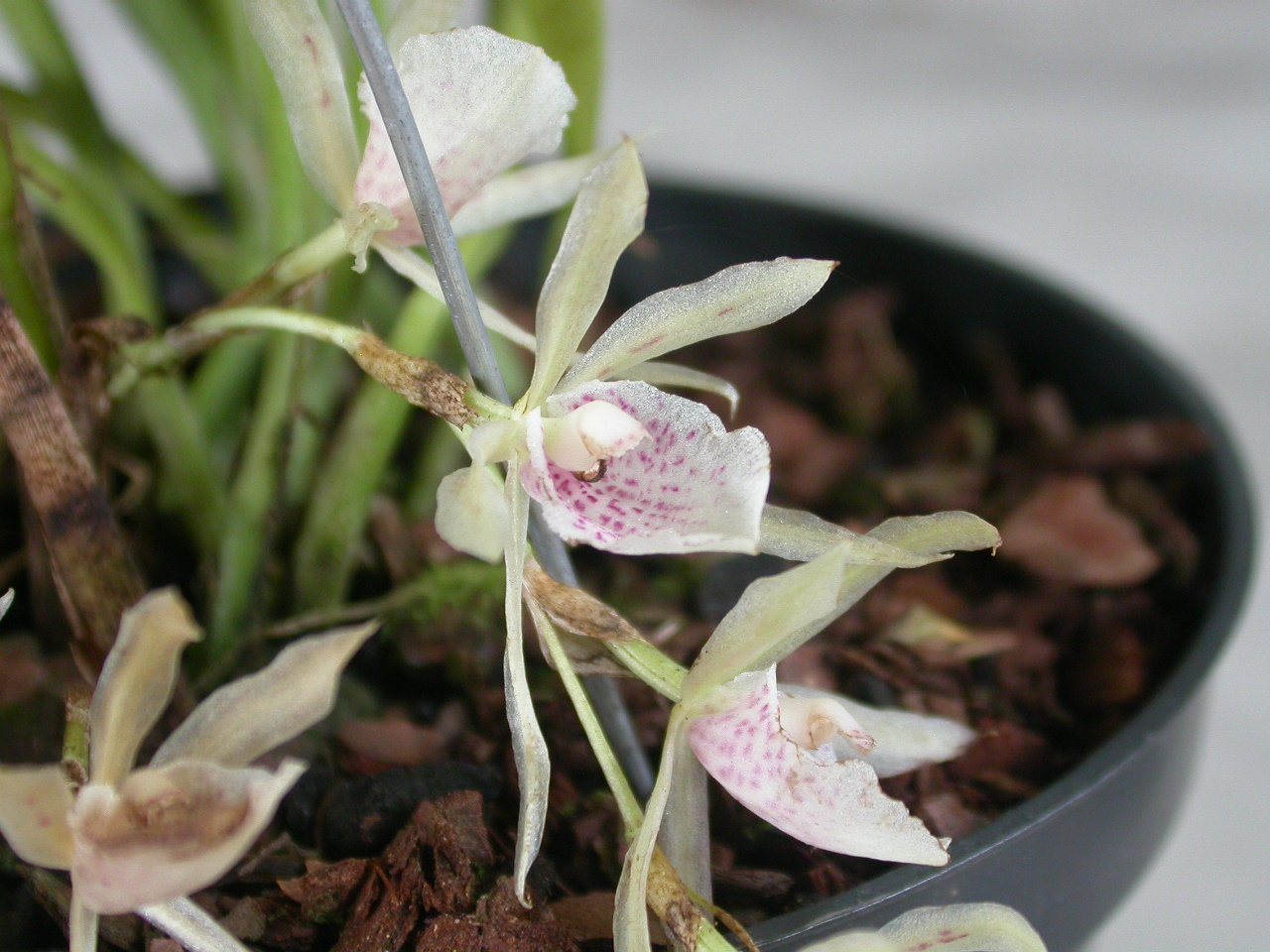
Trichopilia brasiliensis
Espécie antes classificada como Leucohyle brasiliensis.